# Buchenbachtal bei Christerode
Koordinaten: 50° 52′ 5″ N, 9° 23′ 45″ O

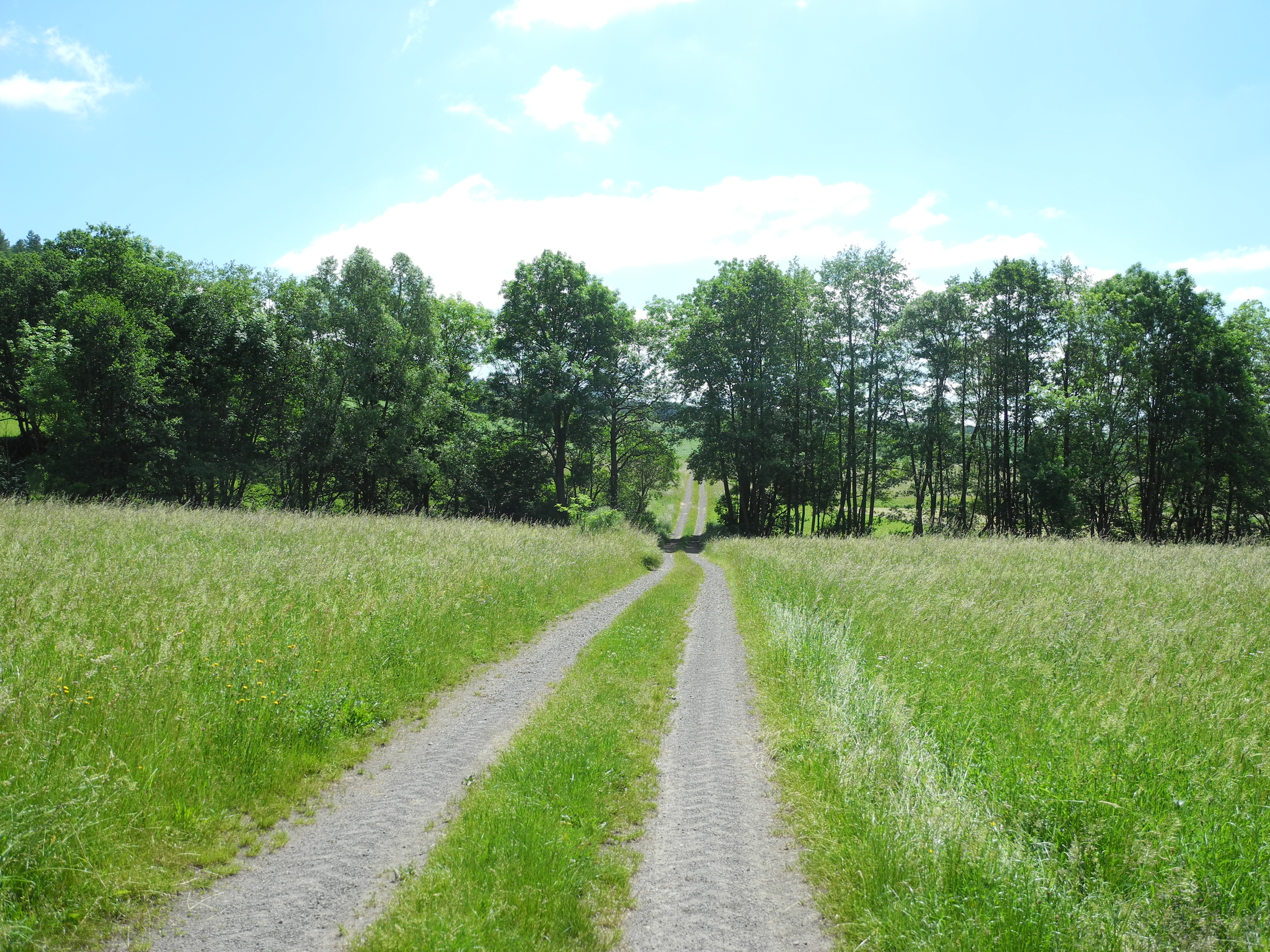
Naturschutzgebiet Buchenbachtal bei Christerode (Juni 2021)

Das Naturschutzgebiet Buchenbachtal bei Christerode liegt auf dem Gebiet der Stadt Neukirchen im Schwalm-Eder-Kreis in Hessen.
Das etwa 120,5 ha große Gebiet wurde im Jahr 1995 unter der Kennung 1634032 unter Naturschutz gestellt. Es erstreckt sich südlich von Christerode, einem Ortsteil von Neukirchen. Am nordöstlichen Rand des Gebietes verläuft die Landesstraße L 3161 und südlich davon die B 454. Das Gebiet umfasst Täler des Buchenbaches und des Geritzbaches mit Grünland und Wald.
Mit der gleichen Verordnung wurde das Landschaftsschutzgebiet Buchenbachtal bei Christerode ausgewiesen, das sich südöstlich direkt an das Naturschutzgebiet anschließt. Es umfasst die land- und forstwirtschaftlich genutzte Flächen um den Wickelsberg mit dem südlich verlaufenden Ziegenbach sowie die Wald- und Wiesenbereiche östlich der L 3161, die an den Truppenübungsplatz Schwarzenborn angrenzen. Die Fläche beträgt etwa 189,1 ha.
Die Schutzgebiete sollen den Schutz der Mittelgebirgsbäche Buchenbach, Geritzbach und Ziegenbach gewährleisten, die Bewahrung der umgebenden Waldbereiche, deren Entwicklung zu naturnahen und standortgerechten Laubwäldern, die extensive Bewirtschaftung um die Bäche herum sowie den Schutz der Feuchtwiesen und seltener Pflanzen- und Tierarten im Gebiet.